# Leptodea fragilis
Leptodea fragilis är en musselart som först beskrevs av Rafinesque 1820.  Leptodea fragilis ingår i släktet Leptodea och familjen målarmusslor. Inga underarter finns listade i Catalogue of Life.

## Bildgalleri

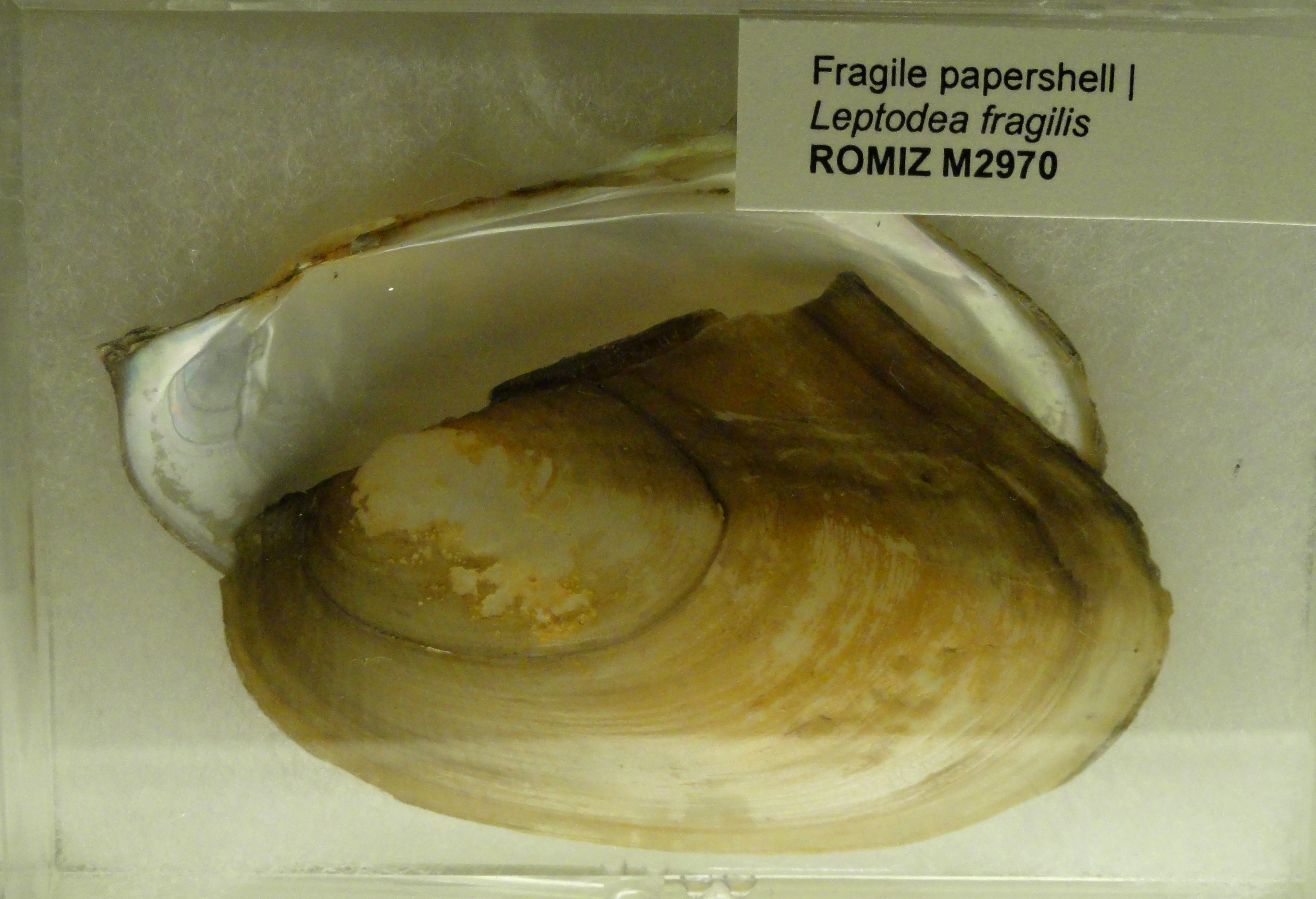
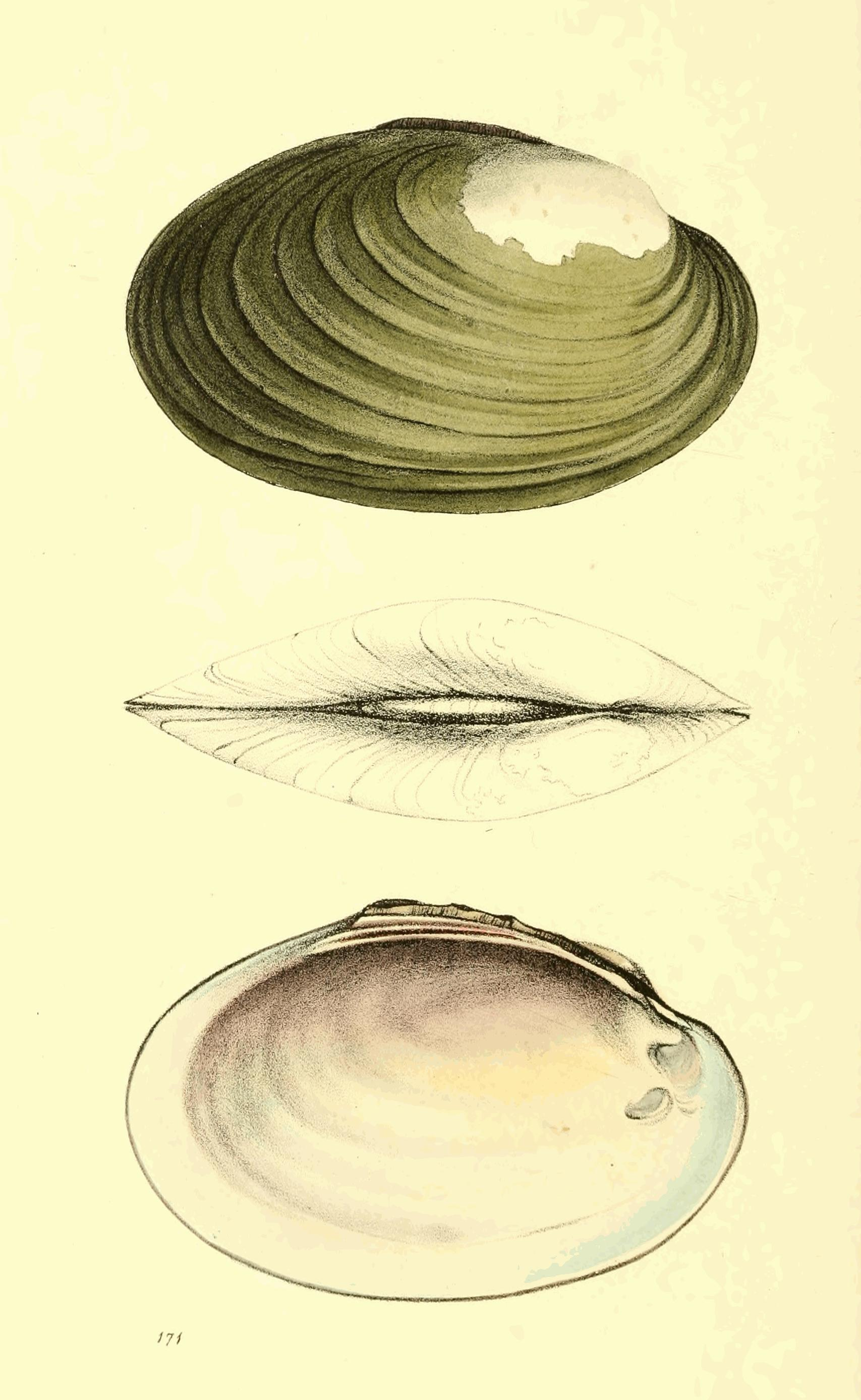